# Національні історичні особи Канади
Національні історичні особи Канади (англ. National Historic People of Canada), або Історичні особи національного значення — це люди, визначені канадським урядом як такі, що мають національне значення в історії країни. Визнання осіб національно важливими здійснюється Міністерством довкілля за рекомендацією Ради національних історичних місць і пам'яток Канади. Щороку на Раду виноситься близько 70 пропозицій. Допускається вносити пропозиції щодо відзначення осіб принаймні 25 років після їхньої смерті; виняток зроблений щодо Прем'єр-міністрів, кандидатури яких можна подавати у будь-який час після їхньої смерті Парки Канади адмініструють програму, їхні працівники встановлюють пам'ятні таблички на честь обракних людей та підтримують їх у належному порядку; ці таблички звичайно встановюються в місцях, тісно пов'язаних з історичними особами національного значення. Меморіальні таблички встановлюються задля вшанування їхнього внеску, а також для поширення усвідомлення цього внеску в суспільстві.
Канада має відповідні програми для визначення національних історичних місць і національних історичних подій. Події, місця та особи зазвичай позначаються федеральною табличкою, але маркери не вказують, яке позначення було дано темі. Канал Велланд — це подія, а канал Рідо — це місце. Керн і меморіальна дошка Джону Макдонеллу (Аберчалдеру) не вказують на національну історичну особу, але встановлені тому, що його дім, будинок Ґленґаррі, є національним історичним місцем. Так само меморіальна дошка Джону Ґаю офіційно позначає не особу, а подію — прибуття Джона Ґая до Північної Америки.

## Перелік осіб національного історичного значення
Станом на лютий 2023 перелік містить 732 пункти. Відповідну пошукову базу даних забезпечує агенція Парків Канади в якій міститься 729 записів, то ж вона може бути не цілком актуальною.
| Ім'я                                                                                          | Роль | Рік визнання |
| --------------------------------------------------------------------------------------------- | --- | ------------ |
| Мод Аббот                                                                                     | Медична дослідниця | 1993         |
| Джон Аббот                                                                                    | Прем'єр-міністр | 1938         |
| Вільям Абергарт                                                                               | Прем'єр (Альберта), лідер соціального кредитування                                                                     | 1974         |
| Ґабріель Аквін                                                                                | Мисливець, діяч міжкультурного обміну, провідник                                                                       | 1999         |
| Франк Довсон Адамс                                                                            | Геолог | 1943         |
| Мері Електа Адамс                                                                             | Реформаторка освіти жінок                                                                                              | 2004         |
| Томас Адамс                                                                                   | Геодезист | 2019         |
| Вільям Максвелл Ейткен, 1-й барон Бівербрук                                                   | Бізнесмен, медіамагнат, філантроп                                                                                      | 2016         |
| Томас Беміш Ейкінс                                                                            | Історик | 1938         |
| Емма Альбані                                                                                  | Співачка (сопрано) | 1937         |
| Вільям Дональд Олбрайт                                                                        | Журналіст, агроном, сприяв розвитку округи Піс-Рівер                                                                   | 1954         |
| Ґрент Аллен                                                                                   | Письменник | 1938         |
| Сюзен Луїза Муар Елісон                                                                       | Письменниця, історик (з корінних народів)                                                                              | 2007         |
| Волтер Сеймур Олвард                                                                          | Скульптар | 2002         |
| Адамс Джордж Арчібалд                                                                         | Батько Конфедерації, лейтенант-губернатор (Манітоба, Північно-західні території, Нова Шотландія)                       | 1938         |
| Едіт Арчібалд                                                                                 | Активістка за права жінок                                                                                              | 1997         |
| Едвард Вільям Арчібалд                                                                        | Хірург | 1998         |
| Семюел Джордж Вільям Арчібалд                                                                 | Генеральний прокурор (Нова Шотландія), головний суддя (Острів Принца Едварда)                                          | 1939         |
| Джозеф Е. Аткінсон                                                                            | Видавець, філантроп | 1986         |
| Філіп-Жозеф Обер де Ґаспе                                                                     | Письменник | 1974         |
| Шарль Обер де Ла Шене                                                                         | Бізнесмен французького походження                                                                                      | 1971         |
| Джордж Бак                                                                                    | Митець, дослідник Арктики                                                                                              | 1973         |
| Вільям Баффін                                                                                 | Дослідник Арктики | 1972         |
| Чарльз Баґот                                                                                  | Генерал-губернатор (Британська Північна Америка), доклався до запровадження відповідального врядування                 | 1926         |
| Фредірік Вокер Болдвін                                                                        | Інженер | 1957         |
| Роберт Болдвін                                                                                | Спів-Прем'єр (Провінція Канада), реформатор, доклався до запровадження відповідального врядування                      | 1937         |
| Фредерік Бантинґ                                                                              | Медичний дослідник (інсулін), Лауреат Нобелівської премії (у співавторстві)                                            | 1945         |
| Маріус Барбо                                                                                  | Етнограф, фольклорист                                                                                                  | 1985         |
| Вільям Джордж Бейкер                                                                          | Військовий, пілот часів І Світової війни                                                                               | 1998         |
| Роберт Бартлетт                                                                               | Дослідник Арктики | 1969         |
| Артур Бушен                                                                                   | Парламентський експерт                                                                                                 | 2003         |
| Франсуа Болю                                                                                  | Лідер метисів | 2000         |
| Адам Бек                                                                                      | Політик, засновник Ontario Hydro                                                                                       | 1938         |
| Вільям Джордж Бірс                                                                            | Стоматолог, винахідник спортивної гри лакрос                                                                           | 1976         |
| Метью Бейлі Беґбі                                                                             | Суддя, Голова верховного суду (Британська Колумбія)                                                                    | 1959         |
| Едвард Белчер                                                                                 | Морський офіцер, топограф                                                                                              | 1938         |
| Жорж-Антуан Белькур                                                                           | Місіонер, банкір | 1959         |
| Мейбл Габбард Белл                                                                            | Інвесторка в аеронавтику, засновниця освітніх і соціальних проєктів                                                    | 2018         |
| Роберт Белл                                                                                   | Геолог (Головний геолог Канди), дослідник                                                                              | 1938         |
| Джон Вілсон Бенґоф                                                                            | Графік, журналіст, поет, лектор                                                                                        | 1938         |
| Чарлз Фокс Беннет                                                                             | Бізнесмен, політик | 1975         |
| Р. Б. Беннет                                                                                  | Прем'єр-міністр | 1949         |
| Вільям Берчі                                                                                  | Піонер, митець | 2016         |
| Жозеф-Ельзар Берньє                                                                           | Мореплавець (відстоював суверенітет Канади над Арктичним архіпелагом)                                                  | 1961         |
| Норман Бетюн                                                                                  | Лікар, політичний активіст                                                                                             | 1972         |
| Вільям Бейнон (Ґусґай'ін)                                                                     | Вождь перших націй, етнограф                                                                                           | 1989         |
| Мішель Бібо                                                                                   | Поет, історик | 1944         |
| Мері та Генрі Бібб                                                                            | Писменники, аболіціоністи, видавці (афроканадська спільнота)                                                           | 2002         |
| Великий Ведмідь (Місто-га-а-Мусква)                                                           | Вождь перших націй (степові крі), роль у Північно-Західному повстанні                                                  | 1971         |
| Біллі Бішоп                                                                                   | Пілот часів Першої світової війни, кавалер Хреста Вікторії                                                             | 1980         |
| Девідсон Блек                                                                                 | Лікар, палеонтолог (знайшов Пекінську людину)                                                                          | 1974         |
| Марта Блек                                                                                    | Політик (друга жінка-депутат парламенту)                                                                               | 1987         |
| Торнтон і Люсі Блекберн                                                                       | Раби-втікачі, започаткували службу таксі в Торонто                                                                     | 1999         |
| Едвард Блейк                                                                                  | Прем'єр Онтаріо | 1937         |
| Річард Бланшар                                                                                | Губернатор (Острів Ванкувер)                                                                                           | 1951         |
| Жан Блюетт                                                                                    | Журналіст, поет | 1946         |
| Ла Болдюк (Мері Треверс)                                                                      | Співачка, музикантка                                                                                                   | 1992         |
| Жозеф-Арман Бомбардьє                                                                         | Бізнесмен, винахідник снігохода)                                                                                       | 1994         |
| Роберт Бонд                                                                                   | Прем'єр (передконфедераційний Ньюфаундленд)                                                                            | 1975         |
| Роберт Борден                                                                                 | Прем'єр-міністр | 1938         |
| Джим Босс                                                                                     | Помагав місцевим мешканцям на Юконі                                                                                    | 2001         |
| П'єр Буше                                                                                     | Письменник, урядовець, представник прав Перших націй                                                                   | 1978         |
| Жозеф Бушет                                                                                   | Письменник, картограф, головний геодезист Нижньої Канади                                                               | 1937         |
| Панове де ля Булардері (Луї-Сімон ле Пупе де ля Булардері та його син Антуан)                 | Поселенці (Кейп-Бретон)                                                                                                | 1964         |
| Анрі Бурасса                                                                                  | Політик, видавець (Le Devoir)                                                                                          | 1962         |
| Марґеріт Буржуа                                                                               | Монахиня, засновниця першої канадської релігійної спільноти (Congregation of Notre Dame)                               | 1985         |
| Джон Джордж Буріно                                                                            | Службовець Палати Громад, засновник Королівського товариства Канади                                                    | 1938         |
| Маккензі Бовел                                                                                | Прем'єр-міністр | 1945         |
| Джозеф В. Бойл                                                                                | Бізнесмен (гірнича справа)                                                                                             | 1984         |
| Джозеф Брант (теєнданеґа)                                                                     | Лідер Перших націй (могак), союзник Британської корони, поселенець, торгівець рабами                                   | 1972         |
| Мері Брант (теконватонті)                                                                     | Лідерка Перших націй (Шість Народів)                                                                                   | 1994         |
| Джон Ґоу Брік                                                                                 | Місіонер, поселенець                                                                                                   | 1954         |
| Емануель Бріфа                                                                                | Театральний декоратор                                                                                                  | 2007         |
| Айзек Брок                                                                                    | Військовий | 2010         |
| Аллан Брукс                                                                                   | Ілюстратор-анімаліст                                                                                                   | 1999         |
| Гаррієт Брукс                                                                                 | Атомний фізик | 2005         |
| Джордж Браун                                                                                  | Батько Конфедерації, видавець (Globe), аболіціоніст (Підпільна залізниця)                                              | 1950         |
| Джордж Браун                                                                                  | Архітектор | 2008         |
| Джеймс Брюс, 8-й граф Елґін                                                                   | Генерал-губернатор (Британська Північна Америка, перед Конфедерацією), роль у запровадженні відповідального врядування | 1953         |
| Етьєн Брюле                                                                                   | Дослідник, Кор-де-буа, жив поміж першими народами                                                                      | 1984         |
| Джордж Брис                                                                                   | Педагог (Манітобський коледж), історик                                                                                 | 1947         |
| Даґлас Бримнер                                                                                | Архівіст, засновник Державного архіву Канади                                                                           | 1938         |
| Джон Бахен                                                                                    | Генерал-губернатор | 2010         |
| Патрік Бернс                                                                                  | Підприємець, сенатор                                                                                                   | 1960         |
| Томас Баттон                                                                                  | Арктичний дослідник | 1972         |
| Джон Бі                                                                                       | Інженер (Канал Рідо)                                                                                                   | 1954         |
| Джордж Фредерік Кемерон                                                                       | Журналіст, поет | 1946         |
| Лідія Кемпбелл                                                                                | Письменниця | 2009         |
| Александер Кемпбелл                                                                           | Батько Конфедерації | 1939         |
| Вільям Вілфред Кемпбелл                                                                       | Письменник | 1938         |
| Чарльз Кемселл                                                                                | Геолог, землемір (Північно-Західні Території)                                                                          | 2001         |
| Вільям Кенніфф                                                                                | Лікар, історик, педагог                                                                                                | 1945         |
| Ґай Карлтон, 1-й барон Дорчестер                                                              | Губернатор (Квебек, перед Конфедерацією), Старший управитель (Британська Північна Америка)                             | 1974         |
| Джон Карлінґ                                                                                  | Бровар, політик, засновник Експериментальних полів Домініону                                                           | 1938         |
| Блісс Карман                                                                                  | Поет | 1945         |
| Емілі Карр                                                                                    | Письменниця, мисткиня                                                                                                  | 1950         |
| Отець Генрі Карр                                                                              | Ректор коледжу, Президент Торонтського університету                                                                    | 2012         |
| Вільям Карсон                                                                                 | Бізнесмен, лікар, реформатор                                                                                           | 1954         |
| Фредерік Картер                                                                               | Батько конфедерації, Прем'єр-міністр (Ньюфаундленд, перед Конфедерацією)                                               | 1959         |
| Жорж-Етьєн Картьє                                                                             | Батько конфедерації, Франко-канадський державний діяч                                                                  | 1937         |
| Жак Картьє                                                                                    | Французький першопроходець на землях теперішньої Канади                                                                | 2011         |
| Річард Джон Картрайт                                                                          | Політик | 1938         |
| Жозеф Касавант                                                                                | Виробник (орган) | 1974         |
| Терез Касґре                                                                                  | Суфражистка, політик                                                                                                   | 2022         |
| Рене-Робер Кавельє, 'сьє де Ла-Саль                                                           | Відкривач, засновник поселення Лашин, Відбудував Форт-Фронтенак                                                        | 1934         |
| Клод Шамплейн                                                                                 | Музикант (композитор)                                                                                                  | 1988         |
| Самюель де Шамплен                                                                            | Дослідник, засновник міста Квебек, «Батько Нової Франції»                                                              | 1929         |
| Едвард барон Шандлер                                                                          | Батько Конфедерації, Лейтенент-губернатор (Нью-Брансвік)                                                               | 1939         |
| Жан-Шарль Шапе                                                                                | Батько Конфедерації, сенатор                                                                                           | 1943         |
| Тома Шапе                                                                                     | Історик, сенатор | 1955         |
| Жозеф-Адольф Шапло                                                                            | Прем'єр (Квебек), політик                                                                                              | 1974         |
| Марґарет Рідлі Чарлтон                                                                        | Медична бібліотекарка, співзасновниця Асоціації медичних бібліотек                                                     | 2003         |
| Вільям Генрі Чейз                                                                             | Бізнесмен, філантроп                                                                                                   | 1939         |
| Ґаспар-Жозеф Шосґро де Лері                                                                   | Дворянин, військовий провілник, політик                                                                                | 2006         |
| Поль Шомеді де Мезонев                                                                        | Військовий офіцер, засновник Монреаля                                                                                  | 1985         |
| Роберт Крісті                                                                                 | Історик, політик | 1938         |
| Френсіс Клерґу                                                                                | бізнесмен (промисловість у Су-Сент-Марі)                                                                               | 1987         |
| Люсіль Кліфтон ('Wii Nii Puun) (1876—1962)                                                    | Лідерка клану, захисниця культури                                                                                      | 2016         |
| Джон Клінч                                                                                    | Священник, лікар-епідеміолог                                                                                           | 1964         |
| Вільям Кокер                                                                                  | профспілковий лідер, політик                                                                                           | 1985         |
| Джеймс Кокберн                                                                                | Ботько Конфедерації, перший спікер Палати громад                                                                       | 1939         |
| Кетлін Блейк Колмен                                                                           | Новаторка у виданні преси                                                                                              | 2011         |
| Джордж Колс                                                                                   | Ботько Конфедерації | 1939         |
| Енос Коллінз                                                                                  | Бізнесмен (Галіфакс)                                                                                                   | 1974         |
| Лайонел Конахер                                                                               | Спортсмен (Кубок Ґрея, НХЛ)                                                                                            | 1976         |
| Ральф Коннор (Чарльз Вільям Ґордон)                                                           | Письменник | 1938         |
| Джеймс Кук                                                                                    | Дослідник, картограф                                                                                                   | 1954         |
| Хлоя Кулі                                                                                     | Протестувальниця проти рабства                                                                                         | 2022         |
| Джордж Копвей (Kahgegagahbowh)                                                                | Письменник, борець за права перших націй                                                                               | 2018         |
| Вільям Кормак                                                                                 | Першовідкривач (Ньюфаундленд)                                                                                          | 1953         |
| Ернест Корм'є                                                                                 | Архітектор | 2018         |
| Луї де ла Корн, шевальє де ла Корн                                                            | Військовий офіцер | 1953         |
| Едвард Корнволліс                                                                             | Офіцер, Губернатор (Нова Шотландія), засновник Галіфакса                                                               | 1974         |
| Філіпс Козбі                                                                                  | Військовий командир (Королівський флот, Середземномор'я)                                                               | 1945         |
| Лоренц Кохлан                                                                                 | Проповідник | 1965         |
| Джордж Альбертус Кокс                                                                         | Бізнесмен, сенатор | 1990         |
| Джеймс Генрі Койн                                                                             | Президент Історичного товариства Онтаріо, член ради Історичних місць і пам'яток Канади                                 | 1945         |
| Ізабелла Валансі Кровфорд                                                                     | Поетеса, письменниція                                                                                                  | 1947         |
| Гелен Крейтон                                                                                 | Фольклористка, письменниця                                                                                             | 2018         |
| Джеймс Джордж Ейлвін Крейтон                                                                  | Правник, інженер, журналіст, спортсмен                                                                                 | 2008         |
| Октав Кремазьє                                                                                | Поет | 1937         |
| Томас Крірер                                                                                  | Політик (лідер Прогресивної партії)                                                                                    | 2004         |
| Жан-Батіст де ла Круа де Шевальє де Сен-Вальє                                                 | Єпископ | 1990         |
| Альфред Ернест Крос                                                                           | Бізнесмен, політик, засновник родео в Калґарі                                                                          | 1971         |
| Кровфут (Ісапо-Мухіка)                                                                        | Вождь Перших націй, учасник Північно-Західного повстання                                                               | 1945         |
| Ернест Александер Круікшенк                                                                   | Історик, голова ради Історичних місць і пам'яток Канади                                                                | 1943         |
| Моріс Ґелбрайт Каллен                                                                         | Митець | 1944         |
| Семюел Кунард                                                                                 | Бізнесмен (пароплавство)                                                                                               | 1937         |
| Артур Керрі                                                                                   | Військовий офіцер (Перша світова війна)                                                                                | 1934         |
| Оґюстен Кувільє                                                                               | Парламентар (Нижня Канада), банкір (Банк Монреаля)                                                                     | 1969         |
| Луїс Цир                                                                                      | Борець, важкоатлет | 1976         |
| Джон Веслі Дефо                                                                               | Журналіст (Winnipeg Free Press)                                                                                        | 1974         |
| Вільям Девідсон                                                                               | Лісозаготівельник, політик                                                                                             | 1949         |
| Люїс Генрі Девіс                                                                              | Прем'єр (Острів Принца Едварда), суддя верховного суду                                                                 | 1937         |
| Ніколас Флуд Дейвін                                                                           | Видавець (The Leader), політик                                                                                         | 1947         |
| Джон Девіс                                                                                    | Дослідник Арктики | 1972         |
| Джордж Мерсен Довсон                                                                          | Науковець, картограф                                                                                                   | 1937         |
| Джон Вільям Довсон                                                                            | Геолог, університетський адміністратор (McGill)                                                                        | 1943         |
| Роберт МакҐреґор Довсон                                                                       | Політолог | 1975         |
| Луї де Бюад де Фронтенак                                                                      | Генеральний губернатор (Нова Франція, перед Конфедерацією)                                                             | 1974         |
| Луї-Ектор де Кальє                                                                            | Політик, дипломат | 2001         |
| Амор де Космос                                                                                | Прем'єр (Британська Колумбія), журналіст (British Colonist)                                                            | 1938         |
| Дорімен Руа Дежарден                                                                          | Організаторка кооперативного руху, бізнесумен                                                                          | 2012         |
| Мазо де ла Роше                                                                               | Письменниця | 1976         |
| Джеймс де Міль                                                                                | Письменник, гуморист, професор                                                                                         | 1937         |
| Аґате де Сен-П'єр (1657—1747)                                                                 | Представниця жіночої підприємливості у Новій Франції                                                                   | 2016         |
| Шарль де Салабері                                                                             | Військовий офіцер (Війна 1812)                                                                                         | 1934         |
| Демасдуїт                                                                                     | Остання представниця беотуків                                                                                          | 2000         |
| Модест Демер                                                                                  | Єпископ, місіонер | 1973         |
| Джордж Тейлор Денісон                                                                         | Військовий, громадський лідер, засновник руху «Канада насамперед», учасник Північно-Західного повстання                | 1937         |
| Ніколя Дені                                                                                   | Дослідник, торгівець, колоніст (Акадія)                                                                                | 1924         |
| Керрі Дерік                                                                                   | Ботанік | 2007         |
| Жозеф Фредерік Вале ДеБарре                                                                   | Лейтенант-губернатор (Кейп-Бретон), картограф                                                                          | 1925         |
| Альфонс Дежарден                                                                              | Бізнесмен, започаткував систему кредитних спілок                                                                       | 1971         |
| Віола Десмонд                                                                                 | Активістка людських прав                                                                                               | 2018         |
| Едуард Девілль                                                                                | Генеральний землемір, винахідник фотограмметрія                                                                        | 1971         |
| Едґар Дудні                                                                                   | Лейтенант-губернатор (Північно-Східні Території, Британська Колумбія)                                                  | 1975         |
| Роберт Б. Діккі                                                                               | Батько Конфедерації | 1939         |
| Панч Дікінс                                                                                   | Пілот | 1995         |
| Джон Діфенбейкер                                                                              | Прем'єр-міністр Канади                                                                                                 | 1981         |
| Джордж Діксон                                                                                 | Боксер | 2021         |
| Томас Діксон                                                                                  | Військовий (Форт-Босежур)                                                                                              | 1938         |
| Доннакона                                                                                     | Вождь перших націй (ірокезів), викрадений Жаком Картьє                                                                 | 1981         |
| Антуан-Еье Доріон                                                                             | Член кабінету міністрів (Юстиції), голова суду (Квебек)                                                                | 1937         |
| Онезім Дорваль                                                                                | Вчителька (Саскачеван)                                                                                                 | 1954         |
| Артур Доті                                                                                    | Архіваріус Домініону, історик                                                                                          | 1991         |
| Девід Дуґлас                                                                                  | Ботанік (дуґласія) | 1979         |
| Говард Дуґлас                                                                                 | Лейтенант-губернатор (Нью-Брансвік), канцлер (Кінґс-Коледж, Університет Нью-Брансвіку)                                 | 1925         |
| Джеймс Дуґлас                                                                                 | Губернатор (Ванкувер-Айленд, Британська Колумбія)                                                                      | 1944         |
| Томмі Дуґлас (1904—1986)                                                                      | Прем'єр, один із засновників НДП                                                                                       | 2016         |
| Томас Дуґлас, 5-й граф Селкірк                                                                | Філантроп, колоніст | 1943         |
| Ґордон Драммонд                                                                               | Військовий лідер, учасник Війни 1912 року                                                                              | 1928         |
| Чарльз Картер Друрі                                                                           | Лідер на флоті | 1938         |
| Лайман Дафф                                                                                   | Генеральний суддя, конституційний експерт                                                                              | 1971         |
| Фредерік Гамільтон-Темпл-Блеквуд, 1-й маркіз Дафферін і Ейва                                  | Генерал-губернатор, дипломат, мандрівник, письменник                                                                   | 1975         |
| Жанна Дюґа                                                                                    | Акадійка, що пережила численні виселення, символ незламності                                                           | 2016         |
| Марґарет Дюлей                                                                                | Романістка (Ньюфаундленд)                                                                                              | 1976         |
| Ґабрієль Дюмон                                                                                | Лідер метисів, учасник Північно-західного повстання                                                                    | 1981         |
| Сара Джаннетт Дункан                                                                          | Journalist, author | 2016         |
| Чарльз Ейвері Даннінґ                                                                         | Прем'єр (Саскачеван); член кабінету міністрів (фінанси)                                                                | 1985         |
| Роберт Дансмюр                                                                                | Підприємець та інженер у гірництві, політик                                                                            | 1971         |
| Моріс Дюплессі                                                                                | Прем'єр (Квебек), засновник Union Nationale                                                                            | 1974         |
| Ернест Мелвілл Дюпорт                                                                         | Науковець і викладач, паразитолог                                                                                      | 2010         |
| Людґер Дюверне                                                                                | Друкар-видавець у Нижній Канаді                                                                                        | 2019         |
| Дороті Дворкін                                                                                | Медсестра, підприємиця, підримувала імміграцію євреїв                                                                  | 2009         |
| Тімоті Ітон                                                                                   | Бізнесмен | 1971         |
| Езра Батлер Едді                                                                              | Бізнесмен (лісорозробки, сірники)                                                                                      | 1976         |
| Чарльз Еденшо (Tahagen, Tahayren)                                                             | Митець (Гайда) | 1971         |
| Генрієтта Едвардс                                                                             | Активістка за права жінок, реформаторка                                                                                | 1962         |
| Майна Бенсон Габбард                                                                          | Першовідкривачка, письменниця                                                                                          | 2018         |
| Дж. С. Еварт                                                                                  | Правник, учасник Справи шкільництва Манітоби                                                                           | 1966         |
| Роберт Фальконер                                                                              | Президент університету                                                                                                 | 1944         |
| Айжідіюс Фате                                                                                 | Бібліотекар, історик                                                                                                   | 1955         |
| Едвард Філд                                                                                   | Священник, єпископ, викладач                                                                                           | 2003         |
| Реджинальд Фессендер                                                                          | Винахідник (радіо, сонар)                                                                                              | 1943         |
| Пітер Фідлер                                                                                  | Першовідкривач, торгівець, годезист (Hudson's Bay Company)                                                             | 1953         |
| Вільям Стівенс Філдінґ                                                                        | Прем'єр (Нова Шотландія), кабінет міністрів (фінанси)                                                                  | 1938         |
| Чарльз Фішер                                                                                  | Батько Конфедерації, прем'єр (Нью-Брансвік)                                                                            | 1939         |
| Чарльз Фіцпатрик                                                                              | Генеральний суддя, лейтенант-губернатор (Квебек)                                                                       | 1973         |
| Майкл Ентоні Флемінґ                                                                          | Єпископ | 2003         |
| Сендфорд Флемінґ                                                                              | Інженер і винахідник (Стандарт часу)                                                                                   | 1950         |
| Джеймс Флетчер                                                                                | Ентомолог | 2016         |
| Марк-Орель Фортен                                                                             | Митець | 2011         |
| П'єр-Етьєн Фортен                                                                             | Політик, лікар | 1953         |
| Роз Форчун                                                                                    | Підприємиця, перша жінка-офіцер поліції в Канаді                                                                       | 2018         |
| Джордж Юлас Фостер                                                                            | Політик, викладач (Ліга націй)                                                                                         | 1938         |
| Террі Фокс                                                                                    | Гуманітарій, спортсмен (Марафон Надії)                                                                                 | 2008         |
| Люк Фокс                                                                                      | Дослідник Арктики | 1972         |
| Ґюстав Франк                                                                                  | Профспілковий діяч, видавець (Le Monde ouvrier/The Labor World)                                                        | 2008         |
| Джон Франклін                                                                                 | Дослідник Арктики | 1945         |
| Арчибальд Фрезер                                                                              | Підприємець (вирубування лісів)                                                                                        | 1975         |
| Саймон Фрезер (1776—1862)                                                                     | Першовідкривач, торгівець хутром                                                                                       | 2016         |
| Луї-Оноре Фрешетт                                                                             | Поет, письменник | 1937         |
| Ліліан Більски-Фрайман                                                                        | Організаторка, доброчинниця                                                                                            | 2008         |
| Бенджамін Фробішер                                                                            | Торгівець хутром (North West Company)                                                                                  | 1973         |
| Джозеф Фробішер                                                                               | Торгівець хутром, підприємець (North West Company)                                                                     | 1973         |
| Мартін Фробішер                                                                               | Дослідник Арктики | 1957         |
| Томас Фробішер                                                                                | Торгівець хутром, заснував Île-à-la-Crosse post                                                                        | 1973         |
| Нортроп Фрай                                                                                  | Педагог, письменник, літературний критик і теоретик                                                                    | 2018         |
| Томас Фуллер (1823—1898)                                                                      | Архітектор | 2016         |
| Марі-Енн Ґабурі                                                                               | Поселенка, прабаба Луї Ріеля                                                                                           | 1982         |
| Вільям Джеймс Ґейдж                                                                           | Видавець і меценат | 1938         |
| Кларенс Ґаньйон                                                                               | Митець | 1944         |
| Леррі Ґейнс                                                                                   | Боксер | 2020         |
| Александер Тіллох Ґалт                                                                        | Батько Конфедерації, політик, бізнесмен                                                                                | 1944         |
| Вільям Френсіс Ґанонґ (старший)                                                               | Ботанік, картограф, історик                                                                                            | 1945         |
| Джеймс Ґарфілд Ґардінер                                                                       | Прем'єр (Саскачеван), кабінет міністрів (сільське господарство)                                                        | 1975         |
| Франсуа-Ксав'є Ґарно                                                                          | Історик | 1937         |
| П'єр Ґалтьє де ла Вірандре                                                                    | Першовідкривач, торговець хутром                                                                                       | 1920         |
| Кирило Ґеник                                                                                  | Відіграв роль в імміграції українців до Західної Канади                                                                | 1995         |
| Антуан Жерен-Лажуа                                                                            | Журналіст, правник | 1939         |
| Марі Лакост Жерен-Лажуа                                                                       | Активістка прав жнок                                                                                                   | 1997         |
| Абрагам Пінео Ґеснер                                                                          | Лікар, геолог, винахідник гасу                                                                                         | 1954         |
| Джон Меррі Ґіббон                                                                             | Письменник, культурний активіст (Асоціація канадських письменників)                                                    | 1954         |
| Міфлін Вістар Ґіббс                                                                           | Політик, businessman, human rights activist                                                                            | 2009         |
| Александер Ґібсон                                                                             | Підприємець | 2007         |
| Роьбер Жіффар                                                                                 | Шляхтич, колоніст, лікар-хірург                                                                                        | 1955         |
| Гамфрі Ґілберт                                                                                | Нефортунний колонізатор (Ньюфаундленд)                                                                                 | 1981         |
| Персі Жіруар                                                                                  | Військовий інженер | 1938         |
| Олівер Ґолдсміт                                                                               | Канадський поет, двоюрідний племінник англійського поета Олівера Ґолдсміта                                             | 1944         |
| Ґлен Ґулд                                                                                     | Класичний піаніст | 2012         |
| Енід Ґордон Ґреєм                                                                             | Фізична терапевтка | 2014         |
| Мері Ґраннан                                                                                  | Дитяча письменниця | 2018         |
| Катберт Ґрант                                                                                 | Лідер метисів | 1972         |
| Джордж Монро Ґрант                                                                            | Педагог, письменник, ректор університету (Квінс)                                                                       | 1937         |
| Луї-П'єр Ґравел                                                                               | Поселенець, агрономічний інноватор                                                                                     | 1956         |
| Джон Гамільтон Ґрей                                                                           | Батько Конфедерації, Спікер (Нью-Брансвік)                                                                             | 1939         |
| Джон Гамільтон Ґрей                                                                           | Батько Конфедерації, прем'єр Острова Принца Едварда                                                                    | 1939         |
| Вілфред Ґренфелл                                                                              | Медик-місіонер (Ньюфаундленд і Лабрадор)                                                                               | 1959         |
| Ґрей-Авел (Арчибальд Белані)                                                                  | Природозахисник, письменник, промовець                                                                                 | 1993         |
| Ліонель Ґруль                                                                                 | Духовна особа, історик, квебецький націоналіст                                                                         | 1972         |
| Гелена Ґаттерідж                                                                              | Суфражистка і політик                                                                                                  | 2010         |
| Казимир Ґзовський                                                                             | Лейтенант-губернатор (Онтаріо), інженер, конструктор залізниць, голова Комісії Парків Ніаґари                          | 1956         |
| Родерік Гейґ-Браун                                                                            | Письменний, природоохоронець                                                                                           | 2016         |
| Фредерік Гальдіманд                                                                           | Губернатор (Квебек), поселенець                                                                                        | 1974         |
| Артур Лоренц Галібартон                                                                       | Військовий офіцер, державний службовець                                                                                | 1938         |
| Томас Чандлер Галібартон                                                                      | Письменник, сатирик | 1936         |
| Вільям Нейлсон Голл                                                                           | Перший з осіб африканського походження, удостоєний Хреста Вікторії                                                     | 2008         |
| Ішбель Гамільтон-Ґордон                                                                       | Заснувала Вікторіанський орден медсестер                                                                               | 1979         |
| Нел Ганлан                                                                                    | Спортсмен (чемпіон з веслування)                                                                                       | 1938         |
| Артур Старджіс Гарді                                                                          | Прем'єр, Генеральний прокурор (Онтаріо)                                                                                | 1948         |
| Джеймс Б. Гаркін                                                                              | Перший доглядач Національних парків                                                                                    | 1955         |
| Лорен Гарріс                                                                                  | Митець (Група Сімох)                                                                                                   | 1970         |
| Роберт Гарріс                                                                                 | Митець (змалював Батьків Конфедерації)                                                                                 | 1945         |
| Езекієль Гарт                                                                                 | Промисловець, політик, перша особа єврейського походження, обрана до парламентської структури у Британській Імперії    | 1995         |
| Джулія Кетрін (Беквіт) Гарт                                                                   | Письменниця (St. Ursula's Convent)                                                                                     | 1951         |
| Джон Гарві                                                                                    | Лейтенант-губернатор (Острів Принца Едварда, Нью-Брансвік), губернатор (Ньюфаундленд)                                  | 1974         |
| Фредерік В. А. Дж. Галтейн                                                                    | Прем'єр (Північно-східні території), генеральний суддя (Саскачеван)                                                    | 1946         |
| Томас Гіт Гавіланд                                                                            | Батько Конфедерації | 1939         |
| Едменд Вокер Гід, 8-й баронет                                                                 | Лейтенант-губернатор (Нью-Брансвік), генерал-губернатор (Британська Північна Америка)                                  | 1974         |
| Абрагам Альберт Гіпс                                                                          | Політик і профспілковий лідер                                                                                          | 2010         |
| Семюел Гірн                                                                                   | Дослідник, губернатор (Форт-Принс-оф-Вейлз)                                                                            | 1936         |
| Луї-Філіп Ебер                                                                                | Митець, скульптор (Квебек)                                                                                             | 1937         |
| теодор Оґюст Гайнцмен                                                                         | Виробник музичних інструментів (піаніно)                                                                               | 1974         |
| Ентоні Гендей                                                                                 | Першовідкривач, торгівець хутром                                                                                       | 1953         |
| Джон Гендрі                                                                                   | Підприємець (лісозаготівля)                                                                                            | 1988         |
| Луї Еннепен                                                                                   | Священносліжитель, відкривач, картограф                                                                                | 2008         |
| Александер Генрі (старший)                                                                    | Торгівець хутром | 1973         |
| Александер Генрі (молодший)                                                                   | Торгівець хутром (Північно-західна Компанія)                                                                           | 1973         |
| Вільям Александер Генрі                                                                       | Батько Конфедерації | 1939         |
| Джозая Генсон                                                                                 | Письменник, аболіціоніст, пастор, участь у Підпільній залізниці                                                        | 1995         |
| Вільям Геспелер                                                                               | Підприємець, імміграційний агент, політик                                                                              | 2000         |
| Джеймс Джером Гілл                                                                            | Бізнесмен (Транспортна компанія Ред-Рівер)                                                                             | 1938         |
| Френсіс Гінкс                                                                                 | Політик | 1969         |
| Елла Кора Гайнд                                                                               | Активістка за жіночі права                                                                                             | 1997         |
| Генрі Юл Гайнд                                                                                | Науковець, відкривач, геодезист, письменник                                                                            | 2018         |
| Жіль Гокварт                                                                                  | Адміністратор, інтендант (Нова Франція)                                                                                | 1974         |
| Семюел Голланд                                                                                | Інженер, Головний землемір (Квебек)                                                                                    | 1989         |
| Лютер Гамільтон Голтон                                                                        | Бізнемен, банкір, член кабінету міністрів (фінанси)                                                                    | 1938         |
| Аделейд Гудлес                                                                                | Реформаторка освіти | 1960         |
| Фредерік Вільям Говей                                                                         | Історик, правник, суддя                                                                                                | 1944         |
| К. Д. Гов                                                                                     | Член кабінету міністрів, ініціатор атомної енергетики в Канаді                                                         | 1984         |
| Джозеф Гов                                                                                    | Прем'єр (Нова Шотландія), запровадження відповідального врядування                                                     | 1983         |
| Вільям Пірс Говленд                                                                           | Батько Конфедерації | 1959         |
| Джеймс Патрік Говлі                                                                           | Натураліст, геолог | 2016         |
| Генрі Гадсон                                                                                  | Дослідник Арктики (Гадсонс-Бей і Джеймс-Бей)                                                                           | 1973         |
| Сем Г'юз                                                                                      | Член кабінету міністрів (ополчення і оборона), журналіст, військовий                                                   | 1969         |
| Вільям Ропер Галл                                                                             | Бізнесмен, філантроп, будівельник                                                                                      | 1988         |
| Джон Пітерс Гамфрі                                                                            | Правозахисник, юрист, викладач                                                                                         | 2022         |
| Джордж Гант                                                                                   | Лінгвіст, етнолог (народи Західного узбережжя)                                                                         | 1989         |
| Гарольд Інніс                                                                                 | Економіст, історик (теорія сполучень)                                                                                  | 1972         |
| Іпірвік та Такуліттук                                                                         | Представники народу іннуїтів, сприяли дослідженням Арктики                                                             | 1981         |
| Джеймс Ісбістер                                                                               | Лідер метисів | 1997         |
| А. Я. Джексон                                                                                 | Митець (Група Сімох)                                                                                                   | 1974         |
| Чарльз Вільям Джефферіз                                                                       | Митець | 1954         |
| Даймонд Дженнес                                                                               | Антрополог (культури Перших націй)                                                                                     | 1973         |
| Луї-Емабль Жетт                                                                               | Лейтенант-губернатор і генеральний суддя (Квебек)                                                                      | 1945         |
| Сильвестр Джо                                                                                 | Місцевий провідник | 2002         |
| Етель Джонс                                                                                   | Медсестра, викладачка, адміністраторка                                                                                 | 2009         |
| Полін Джонсон (Текагіонваке)                                                                  | Поетеса, спікерка (Перші нації)                                                                                        | 1945         |
| Едвард Джонсон                                                                                | Співак, менеджер (Компанія Метрополітен Опера)                                                                         | 1974         |
| Джон Мерсер Джонсон                                                                           | Батько Конфедерації | 1939         |
| Луї Жоліє                                                                                     | Дослідник (річка Міссіссіпі)                                                                                           | 1944         |
| Сіґтриґґур Юнассон                                                                            | Манітобський політик, ісландсько-канадський діяч                                                                       | 2010         |
| Вільям Джадж                                                                                  | Місіонер (Юкон) | 1987         |
| Пітер Джонс (Kahkewaquonaby)                                                                  | Діяч перших народів, духівник                                                                                          | 1996         |
| Ізраель Ісак Каганович                                                                        | Манітобський рабин і громадський лідер                                                                                 | 2010         |
| Пол Кейн                                                                                      | Митець (баталіст) | 1937         |
| Томас Кіфер                                                                                   | Інженер, залізничник (Гамільтон)                                                                                       | 1938         |
| Генрі Келсі                                                                                   | Першопроходець, торгівець хутром                                                                                       | 1931         |
| Джон Кеннеді                                                                                  | Цивільний інженер (Порт Монреалю)                                                                                      | 2001         |
| Вільям Фредерік Кінґ                                                                          | Землемір, астроном, державний службовець                                                                               | 1959         |
| Вільям Кінґ                                                                                   | Пастор, аболіціоніст                                                                                                   | 2005         |
| Вільям Лайон Маккензі Кінґ                                                                    | Прем'єр-міністр | 1967         |
| Чарльз Кінґсмілл                                                                              | Діяч флоту | 2010         |
| Вільям Кірбі                                                                                  | Письменник, історик (Аннали Ніаґари)                                                                                   | 1946         |
| Давід Кірке                                                                                   | Шукач пригод, колоніст, губернатор (Ньюфаундленд)                                                                      | 1968         |
| А. М. Кляйн                                                                                   | Письменник, правник (єврейська література)                                                                             | 2007         |
| Отто Юліус Кльоц                                                                              | Астроном, географ (Обсерваторія Домініону)                                                                             | 1938         |
| Леон Джозеф Кернер                                                                            | Промисловець (лісозаготівля)                                                                                           | 2009         |
| Кондіаронк                                                                                    | Перемовець (Угода 1701 року)                                                                                           | 2001         |
| Корнеліус Кріґгоф                                                                             | Митець | 1972         |
| Вождь Кв'е                                                                                    | Лідер корінних народів, Британська Колумбія                                                                            | 2011         |
| Джон Кайндер Лабатт                                                                           | Бізнесмен (пивовар) | 1971         |
| Кюре Антуан Лабель                                                                            | Колоніст, священник | 2019         |
| Альбер Лакомб                                                                                 | Місіонер | 1932         |
| Едвар Лакруа                                                                                  | Бізенсмен, політик | 2006         |
| Луї-Іпполит Лафонтен                                                                          | Юрист, державний діяч, спів-прем'єр (Провінція Канада)                                                                 | 1937         |
| Жан-Батіст Лажимодьє                                                                          | Трапер, дід Луї Ріеля                                                                                                  | 1981         |
| Девід Лерд                                                                                    | Лейтенант-губернатор (Північно-західні території), член кабінету міністрів (внутрішні справи)                          | 1950         |
| Джон Ламбтон, 1-й граф Дарем                                                                  | Генерал-губернатор, Верховний комісар (Британськау Північна Америка)                                                   | 1974         |
| Катрін Болю Був'є Ламоро                                                                      | Захисниця культури метисів                                                                                             | 2011         |
| Арчибальд Лампмен                                                                             | Поет | 1920         |
| П'єр-Аменд Ландрі                                                                             | Правник, суддя, політик, перший акадієць, удостоєний дворянства                                                        | 1955         |
| Франклін Найт Лейн                                                                            | Американський політик, народжений на Острові Прица Едварда                                                             | 1938         |
| Ектор-Луї Ланжевен                                                                            | Батько Конфедерації, член кабінету міністрів (громадські роботи)                                                       | 1938         |
| Сем Лендфорд                                                                                  | Боксер | 1987         |
| Ернест Лапойнт                                                                                | Член кабінету міністрів                                                                                                | 1954         |
| Марґарет Лоренс                                                                               | Письменниця, викладачка                                                                                                | 2016         |
| Вілфрід Лор'є                                                                                 | Прем'єр-міністр | 1938         |
| Франсуа де Лаваль                                                                             | Єпископ | 1972         |
| Калакса Лавалі                                                                                | Композитор («О, Канадо!»)                                                                                              | 1966         |
| Марґері Вінсент Лавінок'є                                                                     | Мисткиня | 2008         |
| Шерідан Лоренс                                                                                | Фермер, бізнесмен, суддя                                                                                               | 1954         |
| Олів'є Ле Жуне                                                                                | Перший чорний поселенець, перший чорний раб                                                                            | 2022         |
| Джеймс Макферсон Лемойн                                                                       | Письменник, історик, орнітолог (Королівське наукове товариство Канади)                                                 | 1938         |
| П'єр Ле Мойн д'Ібервіль                                                                       | Військовий, дослідник, адміністратор                                                                                   | 1937         |
| Жан-Батіст Ле Мойн, сір де Б'єнвіль                                                           | Губернатор (Луїзіана), засновник Мобіле, Алабами і Нью-Орлеана                                                         | 1953         |
| Шарль ле Мойн де Лонґевіль де Шатоґюї з родиною                                               | Родина військових і колонізаторів                                                                                      | 1957         |
| Стівен Лікок                                                                                  | Письменник-гуморист, економіст                                                                                         | 1946         |
| Озіас Ледюк                                                                                   | Митець | 2018         |
| Каміль Лефевр                                                                                 | Священнослужитель, творець руху відродження Акадії                                                                     | 1997         |
| Жан-Луї Леґарі                                                                                | Купець | 1969         |
| Родольф Лемю                                                                                  | Спікер і член кабінету міністрів (палата громад), професор                                                             | 1973         |
| Чарльз Леннокс, 4-й герцог Річмонд                                                            | Генерал-губернатор | 1923         |
| Ірма Левассер                                                                                 | Лікарка (педіатр) | 2008         |
| Артур Лісмер                                                                                  | Митець, член Групи Сімох                                                                                               | 1974         |
| Філіп Френсіс Літл                                                                            | Прем'єр (Ньюфаундленд перед Конфедерацією), роль у Відповідальному врядуванні                                          | 2007         |
| Кей Лівінґстон                                                                                | Феміністка-захисниця афроканадців                                                                                      | 2011         |
| Джордж Ллойд                                                                                  | Єпископ, засновник Ллойдміністерства                                                                                   | 1953         |
| Джордж Локк                                                                                   | Бібліотерак (Державна бібліотека Торонто), письменник, історик                                                         | 1939         |
| Ґрейс Енні Локарт                                                                             | Перша жінка у Великій Британії, яка здобула бакалаврат                                                                 | 1991         |
| Вільям Едмунд Лоґан                                                                           | Геолог (керівник Геологічної зйомки Канади)                                                                            | 1967         |
| Жан-Батіст Лоло                                                                               | Перекладач, провідник, купець, миротворець                                                                             | 2012         |
| Том Лонґбот                                                                                   | Спортсмен, переможець Бостонського марафону                                                                            | 1976         |
| Франсез Лорінґ                                                                                | Скульпторка | 2011         |
| Альберт Пітер Ло                                                                              | Геолог, дослідник, спортсмен, землемір                                                                                 | 1972         |
| Джон МакІнтош Лайл                                                                            | Архітектор (Стиль Боз-Ар)                                                                                              | 2008         |
| Арчибальд Макаллум                                                                            | Біохімік, засновник Національної дослідницької ради                                                                    | 1938         |
| Томас Бассетт МакКаулі                                                                        | Бізнесмен (страхування)                                                                                                | 1997         |
| Ендрю Арчибальд Макдональд                                                                    | Батько Конфедерації | 1939         |
| Джеймс Е. Г. Макдональд                                                                       | Митець (Група Сімох)                                                                                                   | 1974         |
| Марґарет К. Макдональд                                                                        | Медсестра (Перша світова війна)                                                                                        | 1982         |
| Джон Макдональд Ґленаладейл                                                                   | Сприяв заселенню Острова Принца Едварда                                                                                | 2012         |
| Джон Александр Мак-Дональд                                                                    | Прем'єр-міністр, батько Конфедерації                                                                                   | 1939         |
| Вільям Крістофер Макдональд                                                                   | Підприємець, філантроп (Macdonald Tobacco)                                                                             | 1974         |
| Александер Макдонелл                                                                          | Єпископ | 1924         |
| Анґус бернард Макічерн                                                                        | Єпископ | 1968         |
| Елсі Макґілл                                                                                  | Авіаінженер | 2007         |
| Гелен Ґреґорі Макґілл                                                                         | Суддя, суфражистка | 1998         |
| Аґнес Моль Мачар                                                                              | Патріотична письменниця, соціальна коментаторка                                                                        | 2015         |
| Александер Маккензі                                                                           | Першовідкривач | 2016         |
| Александер Маккензі                                                                           | Прем'єр-міністр | 1957         |
| Вільям Маккензі                                                                               | Залізничний підприємець (Канадська північна залізниця)                                                                 | 1976         |
| Вільям Лайон Маккензі                                                                         | Політик, журналіст, провідник Повстання Верхньої Канади                                                                | 1949         |
| Пеґі Нікол Маклауд                                                                            | Медерністська мисткиня                                                                                                 | 2011         |
| Арчибальд Макмехан                                                                            | Професор, письменник                                                                                                   | 1946         |
| Г. Р. Макміллан                                                                               | Лісівник, підприємець                                                                                                  | 1987         |
| Ернест Макміллан                                                                              | Музикант, композитор, диригент                                                                                         | 1984         |
| Гелен Макмарчі                                                                                | Лікарка, письменниця, реформаторка охорони здоров'я                                                                    | 1997         |
| Аллан Макнаб                                                                                  | Прем'єр (Провінція Канада), політик, суддя                                                                             | 1937         |
| Джон Маковн                                                                                   | Ботанік, промотор Заходу                                                                                               | 2011         |
| Аґнес Макфейл                                                                                 | Перша жінка-членкиня парламенту                                                                                        | 1985         |
| Ендрю Макфейл                                                                                 | Лікар, письменник, викладач                                                                                            | 1945         |
| Чарльз Александер Маґрат                                                                      | Землемір, інженер, перший мер Летбриджа, Альберта                                                                      | 1950         |
| Чарльз Мейр                                                                                   | Поет, націоналіст, прихильник західної орієнтації                                                                      | 1937         |
| Жен Манс                                                                                      | Поселенка, медсестра, заснувала госпіталь (Hôtel-Dieu de Montréal)                                                     | 1998         |
| Дональд Манн                                                                                  | Залізничник (Канадська північна залізниця)                                                                             | 1976         |
| Чарльз Мареґа                                                                                 | Artist | 2009         |
| Марі-Вікторін                                                                                 | Ботанік, чернець, письменник, педагог                                                                                  | 1987         |
| Жак Маркетт                                                                                   | Священник, першовідкривач (річка Міссіссіпі, разом з Луї Жульєтом)                                                     | 1937         |
| Пол Маскарен                                                                                  | Лейтенант-губернатор (Нова Шотландія), обороняв Аннаполіс-Рояль                                                        | 1929         |
| Кейшn)                                                                                        | Першовідкривач, знайшов золото на Юконі                                                                                | 1994         |
| Вінсент Массі                                                                                 | Генерал-губернатор | 1974         |
| Гарт Массі                                                                                    | Бізнесмен, філантроп (Массі-Гарріс, Массі-Голл)                                                                        | 1971         |
| Матонаббі                                                                                     | Вождь корінних народів, брав участь в експедиції Семюела Гірна                                                         | 1981         |
| Вілфрід Р. Мей                                                                                | Авіатор (створив «лісову авіацію» часів 1-ї Світової війни)                                                            | 1974         |
| Пітер Макартур                                                                                | Письменник, фермер | 1946         |
| Річард Макбрайд                                                                               | Прем'єр і Генеральний агент (Британська Колумбія)                                                                      | 1938         |
| Френсіс леопольд Макклінток                                                                   | Дослідник Арктики | 1972         |
| Неллі Маккланґ                                                                                | Політик, феміністка, соціальна активістка, перша радниця CBC)                                                          | 1954         |
| Роберт Макклюр                                                                                | Дослідник Арктики | 1972         |
| Ґрант Макконахі                                                                               | Бізнесмен, авіатор (розвинув Канадські північно-західні маршрути)                                                      | 2007         |
| Девід Росс Маккорд                                                                            | Правник, філантроп, засновник музею в Монреалі                                                                         | 2000         |
| Джон Мак-Крей                                                                                 | Лікар, військовий, поет («In Flanders Fields»)                                                                         | 1946         |
| Томас Маккаллох                                                                               | Педагог (Академія Пікту, Коледж Делгаузі)                                                                              | 1959         |
| Джонатан Маккаллі                                                                             | Батько Конфедерації | 1939         |
| Джон Александер Даґлас Маккурді                                                               | Авіатор (перший пілот літака у Британській Імперії), лейтенант-губернатор (Нова Шотландія)                             | 1974         |
| Джордж Мілворд Макдуґал                                                                       | Місіонер, ініціатор Договір 6                                                                                          | 1969         |
| Вільям Макдуґал                                                                               | Батько Конфедерації, політик                                                                                           | 1943         |
| Данкен Макнаб Макекрен                                                                        | Ветеринар | 2016         |
| Томас Дарсі Макґі                                                                             | Батько Конфедерації, письменник, ірландський націоналіст                                                               | 1943         |
| Дональд Маккей                                                                                | Кораблебудівник | 1938         |
| Р. Тейт Маккензі                                                                              | Хірург, митець, викладач фізкультури                                                                                   | 1958         |
| Луїз Маккінні                                                                                 | Перша жінка-законодавець у Британській Імперії (Альберта)                                                              | 1939         |
| Семюел Маклафлін                                                                              | Бізнесмен, філантроп (автоіндустрія)                                                                                   | 1989         |
| Джон Маклафлін                                                                                | Керівник Компанії Гадсонс-Бей, «Батько Орегону»                                                                        | 1951         |
| Маршалл Маклуен                                                                               | Професор, письменник (медіааналітик)                                                                                   | 2007         |
| Вільям Макмастер                                                                              | Бізнесмен, сенатор, банкір                                                                                             | 1990         |
| Віолет Клара Макнотон                                                                         | Соціальна реформаторка (Women Grain Growers)                                                                           | 1997         |
| Александер Джеймс Макфейл                                                                     | Соціальний реформатор (сільське господарство), президент Canadian Wheat Pool                                           | 1971         |
| Артур Мейґен                                                                                  | Прем'єр-міністр | 1961         |
| Jean-Baptiste Meilleur                                                                        | Лікар, педагог | 2002         |
| Анрі Мембертов (Anli-Maopeltoog)                                                              | Лідер корінних народів, брав участь у створенні Союзу мікмаків і французів                                             | 1981         |
| Паскаль Пуар'є, Пласід Ґадет, Джон Кларенс Вебстер, Ізраель Ландрі та Фердинанд-Жозеф Робіду) | Письменники Акадії | 1955         |
| Шарль де Меню д'Альне                                                                         | Губернатор (Акадія), колонізатор                                                                                       | 1972         |
| Оноре Мерсьє                                                                                  | Прем'єр (Квебек), журналіст, правник                                                                                   | 1938         |
| Вільям гамільтон Мерріт                                                                       | Бізнесмен, брав участь у спорудженні Каналу Велланд                                                                    | 1974         |
| Мікак                                                                                         | Символ витривалості жінки-інуїтки                                                                                      | 2011         |
| Девід Міллс                                                                                   | Член кабінету міністрів (внутрішні справи і законодавство)                                                             | 1954         |
| Девід Мілн (1882—1953)                                                                        | Митець | 2016         |
| Метті Мітчел                                                                                  | Мікмак-провідник, дослідник і мисливець (Ньюфаундленд)                                                                 | 2001         |
| Пітер Мітчелл                                                                                 | Батько Конфедерації, прем'єр-міністр (Нью-Брансвік перед Конфедерацією)                                                | 1938         |
| Моквіна                                                                                       | Лідер корінних народів (Конфедерація Моашат)                                                                           | 1987         |
| Джон Молсон                                                                                   | Пивовар, підприємець                                                                                                   | 2021         |
| Вільям Молсон                                                                                 | Бізнесмен | 1971         |
| Чарльз Монк, 4-1 віконт Монк                                                                  | Перший генерал-губернатор Конфедерації                                                                                 | 1974         |
| Люсі Мод Монтґомері                                                                           | Письменниця (Енн із Зелених Дахів)                                                                                     | 1943         |
| Фредерік Монтізамбер                                                                          | Лікар, державний службовець (карантинна практика)                                                                      | 1998         |
| Сюзанна Муді                                                                                  | Писменниця, поселенка                                                                                                  | 1975         |
| Сюел Муді                                                                                     | Бізнесмен (тартаки) | 1988         |
| Гаві Моренц                                                                                   | Хокеїст | 1976         |
| Фредерік Клівленд Морґан                                                                      | Куратор Монреальського музею                                                                                           | 2012         |
| Генрі Джеймс Моґан                                                                            | Письменник, історик, архівіст                                                                                          | 2016         |
| Адрієн-Ґабріель Моріс                                                                         | Місіонер, письменник                                                                                                   | 1948         |
| Августин-Норберт Морін                                                                        | Правник, суддя Верховного суду                                                                                         | 1938         |
| Джеймс Вілсон Морріс                                                                          | Митець | 1954         |
| Александер Морріс                                                                             | Генеральний суддя (Манітоба), політик                                                                                  | 1971         |
| Артур Сілвер Мортон                                                                           | Педагог, історик, архівіст (Саскачеван)                                                                                | 1952         |
| Вільям річард Матервелл                                                                       | Ялен кабінету міністрів (сільське господарство)                                                                        | 1966         |
| Олівер Моват                                                                                  | Батько Конфедерації, прем'єр (Онтаріо)                                                                                 | 1934         |
| Джон Мунн                                                                                     | Купець зовнішнього порту (Ньюфаундленд), громадський лідер                                                             | 2016         |
| Беміш Мердок                                                                                  | Правник, політик, письменник                                                                                           | 1937         |
| Емілі Мерфі                                                                                   | Перша жінка-суддя у Британській імперії, письменниця, активістка жіночих прав                                          | 1958         |
| Джеймс Меррі                                                                                  | Губернатор (Квебек), воєнний комісар (Квебек)                                                                          | 1955         |
| Леонард В. Меррі                                                                              | Адмірал (Північноамериканські конвої 2-ї Світової війни)                                                               | 1977         |
| Ентоні Масґрейв                                                                               | Губернатор (Ньюфаундленд, Британсьока Колумбія)                                                                        | 1975         |
| Нагнебагнеква                                                                                 | Представник народу оджибве, місіонер                                                                                   | 2021         |
| Джеймс Найсміт                                                                                | Винахідник баскетболу, лікар, ентузіаст фізичного виховання                                                            | 1976         |
| Томас Нанґл                                                                                   | Священник, капелан, політик                                                                                            | 2016         |
| Ніканіт (Foremost Man)                                                                        | Лідер корінних народів (Крі рівнин)                                                                                    | 1981         |
| Джон Нейлсон                                                                                  | політик, видавець, журналіст, реформатор                                                                               | 1976         |
| Емілі Нелліґан                                                                                | Поетеса (L'École littéraire de Montréal)                                                                               | 1974         |
| Нескамбіуїт                                                                                   | Лідер корінних народів                                                                                                 | 2005         |
| Саймон Ньюком                                                                                 | Астроном, математик (Морська обсерваторія Сполучених Штатів, Мореплавний альманах)                                     | 1935         |
| Ґілбер Стюарт Ньютон                                                                          | Митець (Королівська Академія)                                                                                          | 1944         |
| Марґарет Ньютон                                                                               | Науковець (агротехніка, зерно)                                                                                         | 1996         |
| Ґвідо Нінчері                                                                                 | Митець, декоратор | 2007         |
| Персі Ераскін Ноббс                                                                           | Архітектор | 2008         |
| Чарльз Шервуд Нобль                                                                           | Винахідник (сільгосптехніка)                                                                                           | 2002         |
| Джон Норґей                                                                                   | Прем'єр (Манітоба), представник метисів                                                                                | 1943         |
| Джон Нортон                                                                                   | Вождь корінної нації                                                                                                   | 2011         |
| Вільям Нотман                                                                                 | Фотограф, бізнесмен | 1975         |
| Гарольд Ентоні Оукс                                                                           | Лісовий пілот (Patricia Airways)                                                                                       | 1974         |
| Джонатан Оделл                                                                                | Поет, священник, хірург, секретар (Нью-Брансвік)                                                                       | 1959         |
| Вільям Оґілві                                                                                 | Комісар (Юкон), землемір, дослідник, письменник                                                                        | 1970         |
| Йосип Олеськів                                                                                | Професор, сприяв українській еміграції                                                                                 | 1996         |
| Френк Олівер                                                                                  | Член кабінету міністрів (внутрішні справи), журналіст                                                                  | 1947         |
| Фред Лофт)                                                                                    | Противник інтернатних шкіл, засновник Ліґи Індіян                                                                      | 2019         |
| Девіл Оппенгаймер                                                                             | Мер (Ванкувер), бізнесмен, лідер єврейської громади                                                                    | 2008         |
| Оронг'ятекха                                                                                  | Перший лікар серед корінних канадійців                                                                                 | 2001         |
| Вільям Ослер                                                                                  | Лікар, медичний дослідник і викладач                                                                                   | 1950         |
| Лео-Ернест Вімет                                                                              | Режисер, продюсер, дистрибютор, театральний діяч                                                                       | 2018         |
| Деніел Девід Палмер                                                                           | Засновник мануальної медицини                                                                                          | 1993         |
| Едвард Палмер                                                                                 | Батько Конфедерації, прем'єр (Острів Принца Едварда)                                                                   | 1939         |
| Теофіл Панадіс                                                                                | Захисник абернакських традицій                                                                                         | 2011         |
| Луї-Жозеф Папіно                                                                              | Політик, правник, синьйор (Монтенбло, ля Петі-Насьйон), лідер Руху патріотів                                           | 1937         |
| Етьєн Парент                                                                                  | Державний службовець, журналіст, видавець Le Canadien                                                                  | 1974         |
| Ґілберт Паркер, 1-й баронет                                                                   | Політик, автор любовних романів                                                                                        | 1938         |
| Елізабет Паркер                                                                               | Співзасновниця Альпійського клубу                                                                                      | 2011         |
| Джордж Роберт Паркін                                                                          | Письменник, педагог, лідер Імперського руху                                                                            | 1938         |
| Айрін Парлбі                                                                                  | Політик, сільська лідерка, боролась за доступ жінок до Сенату                                                          | 1966         |
| Вільям Едвард Перрі                                                                           | Дослідник Арктики | 1971         |
| Едвард Александер Партрідж                                                                    | Аграрний активіст, фермер, письменник                                                                                  | 2018         |
| Волтер Паттерсон                                                                              | Губернатор (Острів Принца Едварда)                                                                                     | 1974         |
| Ендрю Полл                                                                                    | Лідер сквамішів, правозахисник                                                                                         | 2012         |
| Миротворці: Альберт Лакомб, Джон Макдуґалл                                                    | Перемовці про мир між корінними народами                                                                               | 1932         |
| Вільям Пірс                                                                                   | Землемір, планувальник (Західна Канада)                                                                                | 1973         |
| Лестер Б. Пірсон                                                                              | Прем'єр-міністр | 1974         |
| Пол Піл                                                                                       | Митець (Французька академічна школа)                                                                                   | 1937         |
| Френсіс Пеґагваґабо                                                                           | Герой війни і борець за права корінних народів                                                                         | 2019         |
| Вождь Пеґ'ї                                                                                   | Вождь корінних народів                                                                                                 | 2008         |
| Вілфрід Пелетьє                                                                               | Диригент оркестру, засновник Консерваторії музики і драми Квебеку                                                      | 1988         |
| Вайлдер Пенфілд                                                                               | Нейрохірург (Монреальський неврологічний інститут)                                                                     | 1988         |
| Саймон Перкінс                                                                                | Бізнесмен, хроніст, політик                                                                                            | 1946         |
| Ніколя Перро                                                                                  | Першовідкривач, дипломат, торгівець хутром                                                                             | 1952         |
| Томас Пітерс                                                                                  | Борець за права афроамериканців у Новій Шотландії, засновник Сьєрра-Леоне                                              | 2022         |
| П'япо                                                                                         | Лідер корінних народів                                                                                                 | 1981         |
| Річард пірпойнт                                                                               | Сенегальський невільник, брав участь у Війні за Незалежність США 1812                                                  | 2020         |
| Пітікваганапівіїн                                                                             | Лідер корінних народів                                                                                                 | 1967         |
| Пітер Піцеоляк                                                                                | Фотограф, митець, історик, мисливець                                                                                   | 1981         |
| Джон Стенлі Фласкетт                                                                          | Астроном (Астрофізична обсерваторія Домініону)                                                                         | 1949         |
| Пітер Понд                                                                                    | Торговець хутром, картограф, першовідкривач                                                                            | 1951         |
| Джорджіна Поп                                                                                 | Медсестра (перша опікунка Армійських медичних частин)                                                                  | 1983         |
| Джеймс Коледж Поп                                                                             | Прем'єр (Острів Принца Едварда), член кабінету міністрів (мореплавство і риболовство)                                  | 1938         |
| Джозеф Поп                                                                                    | Державний службовець, письменник                                                                                       | 1938         |
| Вільям Генрі Поп                                                                              | Батько Конфедерації | 1939         |
| Чарльз Ґаван Павер                                                                            | Міністр оборони, розбудував Повітряний флот                                                                            | 2013         |
| Філіп Луїс Пратлі                                                                             | Конструктор мостів (Dominion Bridge Company)                                                                           | 2005         |
| Е. Дж. Пратт                                                                                  | Поет | 1975         |
| Річард Престон                                                                                | Втікач з неволі, лідер негритянської громади                                                                           | 2005         |
| Жорж Прево                                                                                    | Генерал-губернатор Канади                                                                                              | 2016         |
| Вільям Прайс                                                                                  | Бізнесмен, політик | 2003         |
| Томмі Принс                                                                                   | Визначний ветеран війни (2-га Світова, Корейська), корінний активіст                                                   | 2019         |
| Леон Абекль Провеншер                                                                         | Пастор, натураліст, письменник                                                                                         | 1994         |
| П'єр-Еспрі Радіссон                                                                           | Дослідник, картограф, торговеціь хутром, Hudson's Bay Company                                                          | 1971         |
| Джон Рей                                                                                      | Дослідник, лікар, торгівець хутром                                                                                     | 1973         |
| Джеймс Ралстон                                                                                | Член кабінету міністрів (національна оборона)                                                                          | 1973         |
| Еліс Рейвенбілл                                                                               | Педагог, письменниця, соціальна і освітня реформаторка                                                                 | 2008         |
| Дональд Стратерн Ровсон                                                                       | Лімнолог і природозахисник                                                                                             | 2019         |
| Червона Ворона                                                                                | Вождь корінних народів (Blood tribe), підписант Угоди 7                                                                | 1977         |
| Джон Рівз                                                                                     | Суддя, історик | 1995         |
| Джордж Аґню Райд                                                                              | Митець, голова (Спілка митців Онтаріо, Королівська канадська академія мистецтв)                                        | 1948         |
| Марсель-Франсуа Рішар                                                                         | Активіст народу Акадії — запровадив прапор, гімн і національний день                                                   | 2004         |
| Вільям Бюел Річардс                                                                           | Суддя Верховного суду Канади                                                                                           | 1938         |
| Гаррієтт Тейбер Річардсон                                                                     | Добилась реконструкції поселення Порт-Рояль                                                                            | 1949         |
| Джон Річардсон                                                                                | Військовий (Війна 1812 року), поет, новеліст, заснував Журнал Нової Ери                                                | 1938         |
| Луї Ріель                                                                                     | Лідер метисів, учасник Північно-західного повстання                                                                    | 1956         |
| Джон Вільям Річі                                                                              | Батько Конфедерації, суддя верховного суду Нової Шотландії                                                             | 1959         |
| Жозеф-Ноель Річшот                                                                            | Пастор | 1990         |
| Чарльз Дж. Д. Робертс                                                                         | Поет | 1945         |
| Чарльз Вокер Робінсон                                                                         | Військовий, письменник                                                                                                 | 1938         |
| Джон Беверлі Робінсон                                                                         | Мер (Торонто), лейтенант-губернатор (Онтаріо)                                                                          | 1937         |
| Джон Робсон                                                                                   | Прем'єр (Британська Колумбія), заснував першу в Британській Колумбії газету                                            | 1938         |
| Марі Марґеріт Роз                                                                             | Аболіціоністка, звільнена невільниця                                                                                   | 2008         |
| Джон Роз, 1-й баронет                                                                         | Політик, банкір, дипломат                                                                                              | 1973         |
| Боббі Розенфельд                                                                              | Спортсмен (олімпійський золотий медаліст)                                                                              | 1976         |
| Александер Росс                                                                               | Торгівець хутром, письменник                                                                                           | 1951         |
| Джеймс Гамільтон Росс                                                                         | Член ради і асамблеї Північного Заходу, комісар (Юкон)                                                                 | 1948         |
| Джордж Вільям Росс                                                                            | прем'єр (Онтаріо), лідер Ліберальної партії в сенаті                                                                   | 1937         |
| Джеймс Кларк Росс                                                                             | Дослідник Арктики | 1972         |
| Джон Росс                                                                                     | Дослідник Арктики | 1972         |
| Джон Рованд                                                                                   | Торговець хутром (Hudson's Bay Company)                                                                                | 1954         |
| Ґабріель Руа                                                                                  | Письменник | 2008         |
| Луїс Рубінштайн                                                                               | Чемпіон з хокею, спортивний адміністратор                                                                              | 2016         |
| Ернест Ратерфорд                                                                              | Фізик (ядерна фізика)                                                                                                  | 1939         |
| Еґертон Раєрсон                                                                               | Священник, педагог, політик, промотор інтернатів для дітей корінних народів                                            | 1934         |
| Мері Енн Садльє                                                                               | Писменниця релігійної тематики                                                                                         | 2008         |
| Айдола Сент-Жан                                                                               | Активістка жіночих прав                                                                                                | 1997         |
| Бернард Кібел Сандвел                                                                         | Видавець, письменник, Saturday Night                                                                                   | 1955         |
| Едвард Сапір                                                                                  | Антрополог, лінгвіст, спеціаліст з культури корінних народів                                                           | 1983         |
| Марґарет Маршалл Саундерс                                                                     | Письменниця | 1947         |
| Чарльз Саундерс                                                                               | Агроном | 1938         |
| Вільям Саундерс                                                                               | Фармаколог, науковець, державний службовець, письменник                                                                | 1952         |
| Савалетт                                                                                      | Влаштував акадійські рибні ферми                                                                                       | 1944         |
| Френк В. Шофілд                                                                               | Ветеринар | 2009         |
| Якоб Ґулд Шурман                                                                              | Педагог, філософ, президент (Університету Корнел)                                                                      | 1943         |
| Данкен Кемпбелл Скотт                                                                         | Поет (Конфедерація) | 1948         |
| Річард Вільям Скотт                                                                           | Полтик, підтримав закон про Відокремлені школи в Онтаріо                                                               | 1938         |
| Джозеф Сіґрем                                                                                 | Спиртовиробник, політик                                                                                                | 1971         |
| Лора Сікорд                                                                                   | Героїня, війна 1812 року                                                                                               | 2002         |
| Ганс Сельє                                                                                    | Медичний дослідник (стрес)                                                                                             | 1989         |
| Ернест Сетон-Томпсон                                                                          | Письменник, природозахисник, митець, соціальний реформатор                                                             | 1995         |
| Джонатан Сівелл                                                                               | Генеральний суддя (Нижня Канада), підтримав Конфедерацію                                                               | 1956         |
| Мері Енн Шедд                                                                                 | Видавець, ініціаторка (Black Refugee Movement)                                                                         | 1994         |
| Шанавдітгіт                                                                                   | Остання з беотуків | 2000         |
| Амброз Шіа                                                                                    | Батько Конфедерації, спікер (парламент Ньюфаундленду)                                                                  | 1959         |
| Френсіс Джозеф Шерман                                                                         | Поет, банкір | 1945         |
| Адам Шорт                                                                                     | Історик, письменник, учасник Канадської комісії суспільних служб                                                       | 1938         |
| Кліффорд Сіфтон                                                                               | Член кабінету міністрів (внутрішні справи), сприяв імміґрації                                                          | 1955         |
| Джон Ґрейвз Сімко                                                                             | Лейтенант-губернатор (Верхня Канада), військовий лідер (Королівські рейнджери)                                         | 1974         |
| Джордж Сімпсон                                                                                | Головний губернатор (Земля Руперта)                                                                                    | 1927         |
| Томас Сімпсон                                                                                 | Дослідник Арктики | 1937         |
| Оскар Д. Скелтон                                                                              | Історик, економіст, стоврив Департамент закордонних справ                                                              | 1947         |
| Френк Лейт Скіннер                                                                            | Садівник | 1997         |
| Джошуа Слокум                                                                                 | Моряк, дослідник, письменник, перший моряк, що здійснив самотню кругосвітну подорож                                    | 1957         |
| Шарлотта Смолл                                                                                | Відома серед метисів, учасниця торгівлі хутром                                                                         | 2008         |
| Джої Смолвуд                                                                                  | Батько Конфедерації, прем'єр (Ньюфаундлунд)                                                                            | 1996         |
| Елізабет Смеллі                                                                               | Медсестра часів 1-ї Світової війни                                                                                     | 2011         |
| Альберт Джеймвс Сміт                                                                          | Прем'єр (Нью-Брансвік), член кабінету міністрів (морські і рибні справи)                                               | 1949         |
| Дональд Сміт, 1-й барон Страткона і Маунт-Роял                                                | Торговець хутром, залізничник (Канадська тихоокеанська залізниця), політик, роль у компанії Hudson's Bay               | 1971         |
| Ґолдвін Сміт                                                                                  | Історик, журналіст | 1975         |
| Мері Роз (Делорм) Сміт                                                                        | Символ жіночої стійкості метисок                                                                                       | 2023         |
| Мері Елен Сміт                                                                                | Політик | 2016         |
| Мері Аґнес Снівелі                                                                            | Промоторка медсестринства                                                                                              | 2011         |
| Мері Міґер Сауткотт                                                                           | Медсестра, суперінтендант                                                                                              | 1998         |
| Луї Сен-Лоран                                                                                 | Прем'єр-міністр | 1973         |
| Сем Стіл                                                                                      | Військовий, суперінтендант (Північно-західна кінна поліція)                                                            | 1938         |
| Вільям Стівз                                                                                  | Батько Конфедерації, промисловець, сенатор                                                                             | 1939         |
| Вілг'ялмур Стефанссон                                                                         | Дослідник Арктики | 1964         |
| Стефен Дж. Стефенссон                                                                         | Поет | 1946         |
| Джордж Стівен, 1-й барон Маунт Стівен                                                         | Банкір, залізничник (Канадська тихоокеанська залізниця), філантроп                                                     | 1971         |
| Джон Стюарт                                                                                   | Історик, політик | 2022         |
| Емілі Стов                                                                                    | Перша жінка-лікар у Канаді, захисниця прав жінок                                                                       | 1995         |
| Джон Страхан                                                                                  | Єпископ, засновник Кінґс-коледжу                                                                                       | 1925         |
| Ґілфред Стадголм                                                                              | Армійський офіцер, участь у спорудженні укріплення Форт-Гов                                                            | 1927         |
| Бенджамін Салт                                                                                | Історик (Французька Канада)                                                                                            | 1928         |
| Александер-Антуан Таш                                                                         | Єпископ, місіонер, письменник                                                                                          | 1943         |
| Етьєн-Паскаль Таш                                                                             | Батько Конфедерації, очолював Коаліційний уряд                                                                         | 1937         |
| Франсуа-Ксав'є Пікард Тагуренч                                                                | Архівіст | 2008         |
| Жан Талон                                                                                     | Інтендант (Нова Франція)                                                                                               | 1974         |
| Жозеф Ізраель Тарт                                                                            | Журналіст, політик, член кабінету (громадські роботи)                                                                  | 1973         |
| Текумзе                                                                                       | Вождь корінних народів, учасник війни 1812 року                                                                        | 1931         |
| Джеймс Тейт                                                                                   | Етнограф (корінні народи)                                                                                              | 1994         |
| Тессуа                                                                                        | Вождь корінних народів                                                                                                 | 1983         |
| Танадельтур                                                                                   | Представник корінних народів, роль у торгівлі хутром на півночі                                                        | 2000         |
| Джордж Маккол Тіл                                                                             | Педагог, історик, архівіст                                                                                             | 1937         |
| Луї Тома                                                                                      | Захисник прав та інтересів малісітів                                                                                   | 2002         |
| Вільям Томас                                                                                  | Архітектор | 1974         |
| Девід Томпсон                                                                                 | Торговець хутром, картограф, землемір                                                                                  | 1927         |
| Джон Спарров Девід Томпсон                                                                    | Прем'єр-міністр | 1937         |
| Стенлі Томпсон                                                                                | Архітектор (поля для ґольфу)                                                                                           | 2005         |
| Чарльз Полетт Томсон, 1-й барон Сиденем                                                       | Генерал-губернатор, стоворив Спілку Канади                                                                             | 1926         |
| Едвард вільям Томсон                                                                          | Письменник, журналіст (колонка у Globe, Торонто)                                                                       | 1938         |
| Том Томсон                                                                                    | Митець (натхненник Групи Сімох)                                                                                        | 1958         |
| Семюел леонард Тіллі                                                                          | Батько Конфедерації, член кабінету                                                                                     | 1937         |
| Вільям Томісон                                                                                | Роль у Hudson's Bay Company                                                                                            | 1974         |
| Генрі Маршал Торі                                                                             | Президент університету, президент Першої національної ради досліджень                                                  | 1949         |
| Кетрін Парр Трейл                                                                             | Писменниця | 1974         |
| Дженні Кідд Траут                                                                             | Перша канадська ліцензована лікарка                                                                                    | 1995         |
| П'єр Трюдо                                                                                    | Прем'єр-міністр | 2001         |
| Джозеф Трач                                                                                   | Лейтенанат-губернатор (Британська Колумбія)                                                                            | 1975         |
| Фґнас-Ніколас Сінсент Цавенгогі                                                               | Вождь корінних народів                                                                                                 | 2001         |
| Гарієт Табмен                                                                                 | Аболіціоністка, активістка (Підпільна залізниця)                                                                       | 2005         |
| Чарльз Таппер                                                                                 | Премє'р-міністр, Батько Конфедерації                                                                                   | 1957         |
| Вільям Фердінанд Альфонс Таржеон                                                              | Генеральний прокурор (Саскачеван), дипломат, judge                                                                     | 1981         |
| Воллес Руперт Турнбул                                                                         | Винахідник, авіаційний інженер (аеродинамічна труба)                                                                   | 1960         |
| Філіп Тернор                                                                                  | Землемір, картограф (Hudson's Bay Company)                                                                             | 1973         |
| Джозеф Тайрел                                                                                 | Геолог, історик, картограф (геологічне картування Канади)                                                              | 1970         |
| Джеймс Бойл Юніак                                                                             | Прем'єр (Нова Шотландія)                                                                                               | 1938         |
| Вільям Корнеліус Ван Горн                                                                     | Залізничник (Canadian Pacific)                                                                                         | 1954         |
| Джордж Ванкувер                                                                               | Першовідкривач | 1933         |
| Жорж Ваньє                                                                                    | Генерал-губернатор, військовий, посол (у Франції)                                                                      | 1983         |
| Фредерік Варлі                                                                                | Митець (Група Сімох)                                                                                                   | 1974         |
| Мадлен де Вершер                                                                              | Захисниця родинної фортеці                                                                                             | 1923         |
| Петро Вериґін                                                                                 | Християнська секта духоборів                                                                                           | 2008         |
| Луї-Ґійом Вер'є                                                                               | Заснував правничу школу                                                                                                | 1952         |
| Семюел Ветш                                                                                   | Військовий, губернатор (Нова Шотландія)                                                                                | 1928         |
| Гайрем Вокер                                                                                  | Підприємець, побудував горілчану мануфактуру, пором і залізницю у Віндзорі, Онтаріо                                    | 1971         |
| Гораціо Вокер                                                                                 | Митець, Королівська академія мистецтв                                                                                  | 1939         |
| Байрон Едмунд Вокер                                                                           | Бізнесмен, патрон мистецтв                                                                                             | 1938         |
| Прово Валліс                                                                                  | Офіцер флоту, захопив американський корабель USS Chesapeake під час війни 1812 року                                    | 1945         |
| Джеймс Морров Волш                                                                            | Північно-західна кінна поліція, комісар Юкону                                                                          | 1967         |
| Анґус Дж. Волтерс                                                                             | Капітан риболовецького судна                                                                                           | 2005         |
| Джон Вер                                                                                      | Піонер-ковбой | 2022         |
| Гомер Ранфорд Ватсон                                                                          | Митець | 1939         |
| Кен Ватсон                                                                                    | Чемпіон керлінґу | 2016         |
| Марґарет Робертсон Ватт, як Мардж Ватт                                                        | Асоціація сільських жінок світу                                                                                        | 2007         |
| Джордж Едвард Ваттс                                                                           | Віце-адмірал, війна 1812 року                                                                                          | 1945         |
| Джон Кларенс Вебстер                                                                          | Хірург, історик, письменник, професор, голова Ради історичних місць і пам'яток Канади                                  | 1950         |
| Джон Вентворт                                                                                 | лейтенант-губернатор Нової Шотландії                                                                                   | 1974         |
| Філіп Вестфал                                                                                 | Адмірал флоту | 1945         |
| Джордж Оґастас Вестфал                                                                        | Адмірал флоту | 1945         |
| Артур Олівер Вілер                                                                            | Землемір, іінціатор створення мережі національних парків, Альпійський клуб                                             | 1995         |
| Сіґер Вілер                                                                                   | Сільськогосподарський інноватор                                                                                        | 1976         |
| Едвард Велан                                                                                  | Батько Конфедерації, журналіст, промовець                                                                              | 1939         |
| Річард Вітбурн                                                                                | Бізнесмен Ньюфаундленду, сприяв поселенню                                                                              | 1984         |
| Порція Вайт                                                                                   | Співачка | 1995         |
| Гілі Віллан                                                                                   | Музикант, професор | 1984         |
| Джон Стівен Віллісон                                                                          | Видавець | 1938         |
| Томас Віллсон                                                                                 | Винахідник (ацетилен)                                                                                                  | 1972         |
| Лемюел Алан Вілмот                                                                            | Лейтенант-губернатор (Нью-Брансвік), політик і суддя                                                                   | 1938         |
| Роберт Данкен Вілмот                                                                          | Батько Конфедерації, сенатор                                                                                           | 1959         |
| Еліс Евелін Вілсон                                                                            | Науковиця, викладачка                                                                                                  | 2011         |
| Кайрін Рей Маккей Вілсон                                                                      | Перша жінка-сенатор | 2005         |
| Етель Вілсон                                                                                  | Авторка модерної канадської літератури                                                                                 | 2011         |
| Мона Ґордон Вілсон                                                                            | Острів Принца Едварда, відділ громадського здоров'я                                                                    | 2008         |
| Едвард Вілсон                                                                                 | Лояліст; заснував Фредеріктон                                                                                          | 1951         |
| Гірш Волофски, яко Гаррі Волофски                                                             | Лідер єврейської громади в Монреалі; заснував Eagle Publishing Company                                                 | 2007         |
| Вільям Волслі                                                                                 | Адмірал Королівського флоту (Іст-Індія, Середземне море)                                                               | 1945         |
| Вонд Фун Сьєн                                                                                 | Китайсько-канадський активіст                                                                                          | 2008         |
| Генрі Вайз Вуд                                                                                | Засновник колекції злаків Канади                                                                                       | 1962         |
| Дж. Ш. Вудсворт                                                                               | Методистський проповідник                                                                                              | 1972         |
| Филимон Райт                                                                                  | Продавець деревини | 1976         |
| Джордж Маккінон Вронґ                                                                         | Професор | 1950         |
| Флоренс Вайл                                                                                  | Скульпторка | 2011         |
| Джеймс Лукас Єо                                                                               | Військовий, учасник Війни 1812 року                                                                                    | 1937         |
| Неллі Їп Квон                                                                                 | Громадська активістка європейсько-китайського походження                                                               | 2008         |
| Джон Янґ                                                                                      | Фермер, підприємець, реформатор сільського господарства                                                                | 1951         |
| Вільям Янґ                                                                                    | Прем'єр (Нова Шотландія), суддя                                                                                        | 1951         |
| Марі-Марґеріт д'Ювіль                                                                         | Свята, фундаторка зромадження Сестер милосердя                                                                         | 1973         |